# Bakonyoszlop, Veszprém
Bakonyoszlop  este un sat în districtul Zirc, județul Veszprém, Ungaria, având o populație de 457 de locuitori (2011). 

## Demografie
Componența etnică a satului Bakonyoszlop
     Maghiari (87,21%)
     Germani (12,79%)
Componența confesională a satului Bakonyoszlop
     Romano-catolici (62,58%)
     Fără religie (7%)
     Reformați (5,69%)
     Luterani (1,31%)
     Necunoscută (22,54%)
     Atei (0,88%)
Conform recensământului din 2011, satul Bakonyoszlop avea 457 de locuitori. Din punct de vedere etnic, majoritatea locuitorilor (87,21%) erau maghiari, cu o minoritate de germani (12,79%).  Din punct de vedere confesional, majoritatea locuitorilor (62,58%) erau romano-catolici, existând și minorități de persoane fără religie (7,0%), reformați (5,69%) și luterani (1,31%). Pentru 22,54% din locuitori nu este cunoscută apartenența confesională.